# Петропигийска крепост
Петропигийската крепост (на гръцки: Φρούριο Πετροπηγής) е археологически обект, крепост край село Петропиги (Кая Бунар), Саръшабанско, Гърция.

## Местоположение
Развалините са разположени на 1 km южно от Петропиги, веднага южно от първокласния път, където е минавал и Виа Егнация. В древността е била много близо до морето, но днес, след пресушаването на крайморските блата, е на 5,5 km.

## История
Крепостта е станция на Виа Егнация. Най-старата фаза на стените датира от X век, а завършване на крепостта датира от късновизантийско време – XIII – XIV век, като има фаза на ранното османско владичество XV век.
Крепостта е разкопана от Норвежкия институт в Атина от 1993 до 2002 година.
В крепостта е сред обитаеми и обработваеми земи, но в нея няма признаци за обитаване – керамични и прочие, което показва, че е била станция (statio) на Виа Егнация. Анализът с въглерод С 14 на парче дърво от оригиналното скеле показва дата между 1275 и 1350 година. Така че е по-вероятно крепостта да е построена в края на XIII век, период, когато Византийската империя се опитва да се реорганизира след отвоюването на Константинопол от латините в 1261 година. Този период се характеризира със строителен бум.
Оформлението и местоположението на крепостта напомня на римски квадрибургий от късния римски период, но няма други индикации, че крепостта действително е съществувала от това време.
В края на XIV век районът преминава в ръцете на османците, които превръщат старата станция в кервансарай, който основно има същата роля. На мястото са открити различни османски монети с малка стойност, които свидетелстват, че мястото е било използвано през XV – XVI век.
В някакъв момент след края на XVI век крепостта е била изоставена и частично разрушена, и то по систематичен и организиран начин, за да се даде възможност за повторно използване на материалите. Изоставянето трябва да е било резултат или от съществуването на друга пътна станция наблизо (вероятно в Хрисуполис), или от увеличаването на населението на района и създаването на села. Като цяло целта на такива станции е да осигурят подслон в изолирани и необитаеми райони. На многолюдни и развити места те не са били толкова необходими.
Оттогава местността е била използвана от местното население до средата на XX век като конюшня.

## Описание
Вътрешните размери на крепостта са 29,6 m x 29,3 m, което отговаря на 100 x 100 византийски стъпки. Стените са изградени от камък, мазилка и тухла. Един ред тухли върви на една и съща височина по целия периметър, докато има други редове тухли по-неправилно, може би поради по-късни интервенции.
Първоначално крепостта е имала две порти от противоположните страни – югоизток и северозапад, и две кули. По-късно в югоизточния ъгъл е добавена още една порта с кула, докато северозападната кула придобива допълнителен етаж. Тези промени трябва да са се случили през XIV век, период с нашествия – турци, каталунци, нормани, и византийски граждански войни. Крепостта не е била достатъчно здрава, за да издържи дълго на систематична обсада – построен е на равно, стените не са здрави и няма ров, но е била достатъчно укрепена, за да предотврати случайни атаки от банди и малки безредни групи.
Броят на портите – три, е доста необичаен, особено за малка крепост като тази. Причината вероятно е, че крепостта е приемала и пътници от морето – не само от Виа Егнация. През Средновековието мястото е било много близо до морето, в началото на делтата на река Места.
Вътре в крепостта има останки от различни постройки, предназначени да обслужват пътниците: конюшни, ковачница и други. Голяма продълговата постройка разделя крепостта на две части и вероятно е била мястото за нощуване. Норвежките археолози я наричат „хан“ и я смятат за османска. Сградата е много тясна – вътрешната ширина е 2,5 m. Стените са запазени на височина от 0,30 до 0,90 m, а при изграждането им са използвани тухли в градеж клоазон – византийска техника от XIII век, възприета и от османците. Вероятната дата на построяване на тази сграда е между 1410 и 1425 година въз основа на радиовъглероден анализ на парче въглен, намерено вътре.